# 軍足
軍足（ぐんそく）とは、袋状に編まれた靴下。「軍用足袋」の略。昔、軍隊で使われていたことから、この名が付いた。軍手同様足袋を織る際のメリヤス技法を転用して作られた。チューブソックスともいう。

## 概要

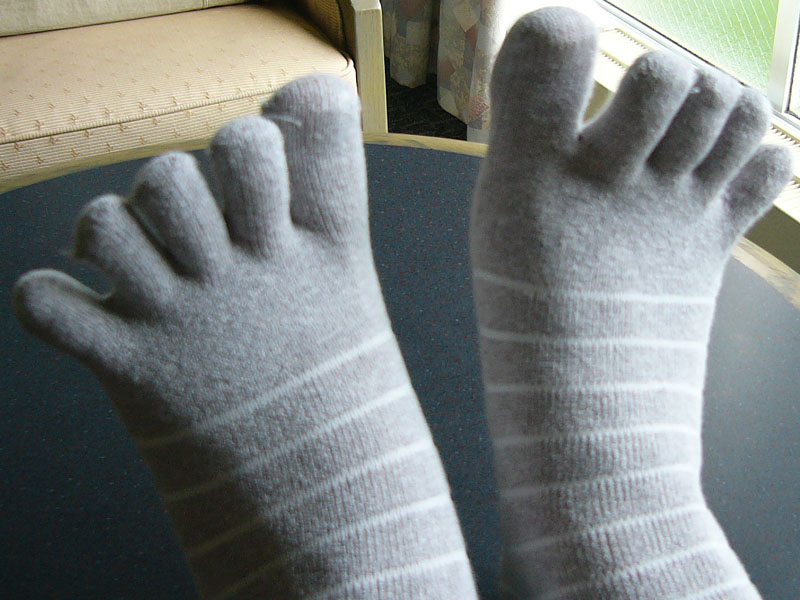
5本指の靴下

普通の靴下は、足の部分と足首の部分との2つのパーツが接合されたL字型の形状をしている。この形状では足が接地する面が常に靴下の裏となるため、全体はなんともないのに接地する部分だけが傷んでいき、最終的にはその部分に孔が開いて使用不能となる。
その点、軍足では袋状の形状のため足裏を前回と違う部分に来るように着用することができるので一部に損傷が集中することがなく、結果的に長持ちすることになる。軍需品として大勢の兵士に大量に供給する必要があるので、耐久性は望ましい特性の一つである。また、靴下として利用する他に袋状である特徴を生かして、応急時の物品の収容・搬送にも利用することができる。
現在作業衣料店で売られている軍足は上記と違い、白や生成りの生地に、かかと部分を黒や灰色の木綿糸やポリエステル・レーヨン・アクリルなどの合成繊維糸でさらに補強して編まれたものが主流である。
また、かかとがない5本指の靴下が軍足と呼ばれることもある。